# Cemitério de Kuntsevo
O Cemitério de Kuntsevo (em russo:  Ку́нцевское кла́дбище, Kúntsevkoye kládbishche) é um cemitério em Kuntsevo, Moscou. O cemitério é administrado como parte do complexo do Cemitério Novodevichy.

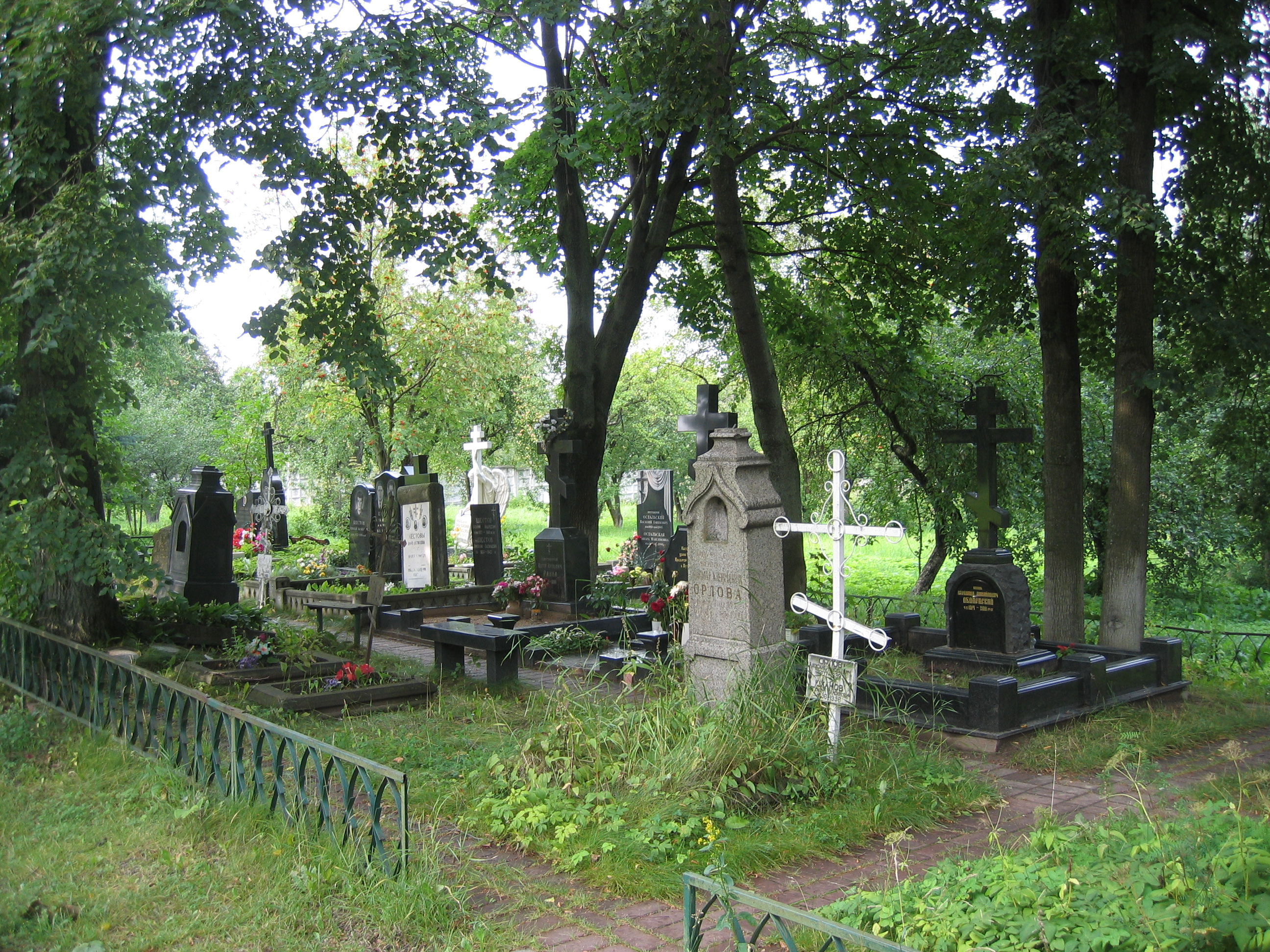
Sepulturas do século XIX

## Sepultamentos
- Anatoly Rybakov[2]

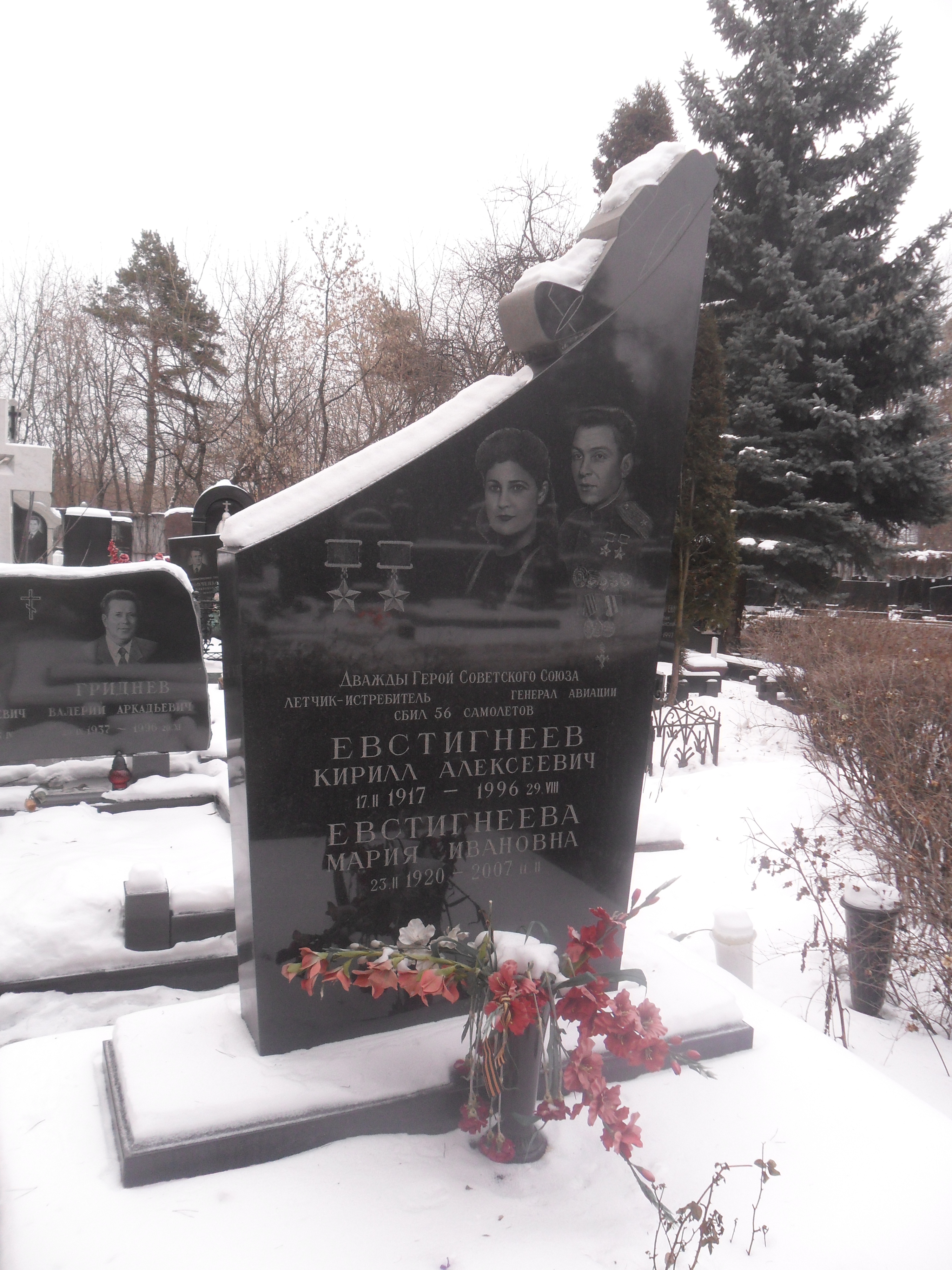
Tomb of Kirill Yevstigneyev

- Geórgiy Malenkov, Primeiro-ministro da União Soviética
- Leonid Gaidai[2]
- Valeri Kharlamov[2]
- Nadezhda Mandelstam[2]
- Mark Naimark,[3] matemático soviético
- Mamuka Kikaleishvili[2]
- Larisa Shepitko[2]
- Lyubov Sokolova[4]

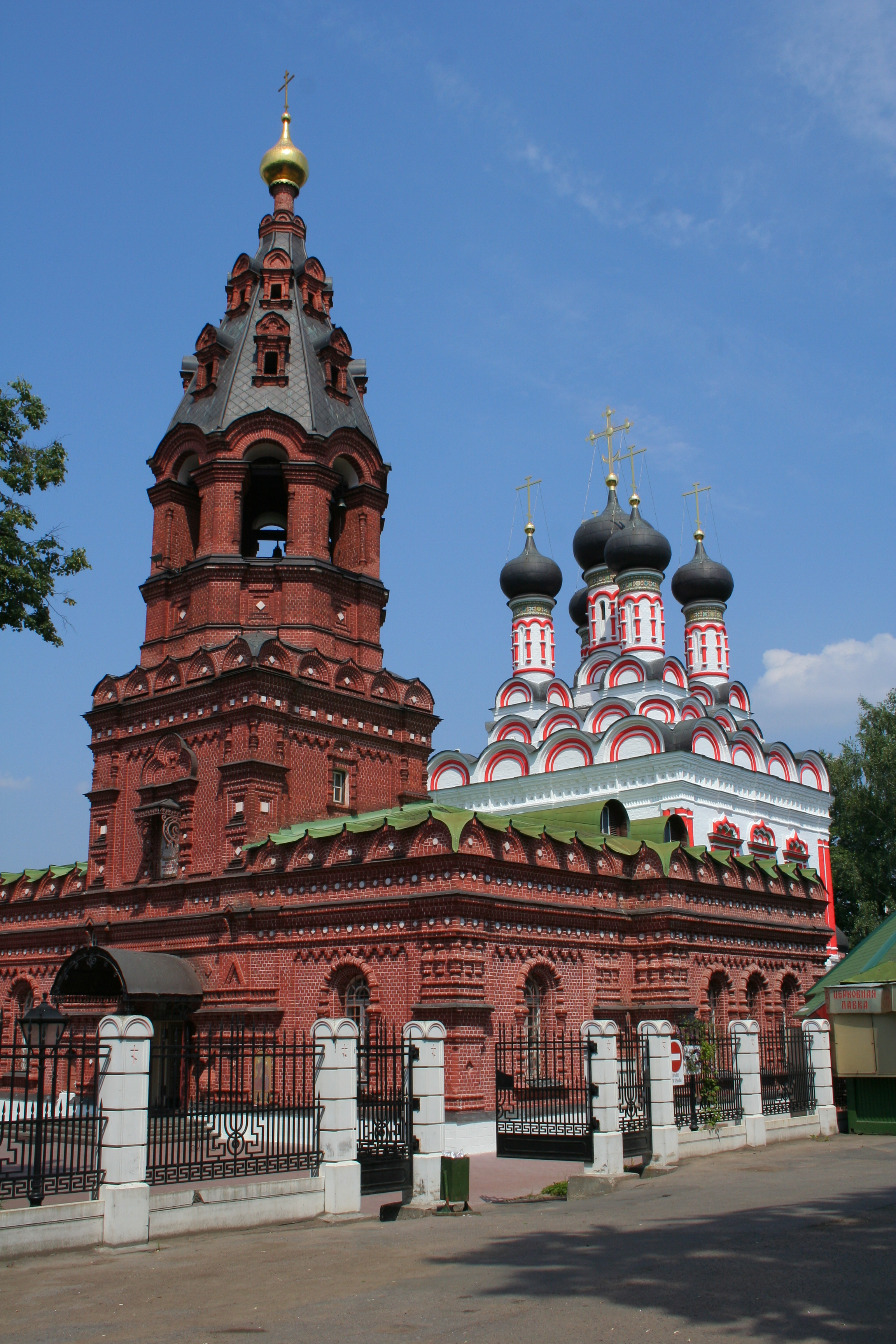
Uma igreja do século XVII

- Ramón Mercader, assassino de Leon Trótski
- Varlam Shalamov, poeta e escritor russo, sobrevivente do Gulag
- Kim Philby, agente duplo inglês-soviético[1]
- Paul Tatum, empresário de hoteis estadunidense[5]
- Iskhak Razzakov, lider do Partido Comunista da República Socialista Soviética Quirguiz, trasladado para o Cemitério Ala-Archa, Bishkek em 2000[6]
- Tankho Israilov, dançarino, coreógrafo, Artista do Povo da URSS
- Trofim Lysenko[2]
- Vsevolod Bobrov,[7]
- Glenn Michael Souther (também conhecido como Mikhail Yevgenyevich Orlov),[8] espião na Marinha dos Estados Unidos que desertou a União Soviética[9][10]
- Morris Cohen, espião
- Lona Cohen, mulher de Morris Cohen, espiã
- Kirill Yevstigneyev, major general
- Yury Trifonov[2]
- Andrei Chabanenko, oficial naval soviético[11]
- Nikolai Vinogradov, oficial naval soviético[12]
- Yuri Vizbor[2]
- Leonid Lubennikov, primeiro secretário do Partido Comunista da República Socialista Soviética Carelo-Finlandesa